# Abaré
Abaré é um município brasileiro do estado da Bahia. 
Segundo o Censo 2022 do Instituto Brasileiro de Geografia e Estatística (IBGE), a população do município é de 17 639 habitantes.

## Topônimo

Abaré: do tupi, abaré, padre, segundo Navarro

Abaré é um termo da língua tupi que significa "padre". Era o nome que os indígenas davam ao rio que formava o vale onde se acha a cidade. O nome "Abaré" foi conferido à cidade em 1891.

## História
A região originalmente era habitada por indígenas e foi visitada por missionários que chegaram ali para catequizá-los.
A região de Abaré foi colonizada por meio da pecuária, realizada pela Casa da Torre, da família Garcia d’Ávila, entre os séculos XVII e XVIII.
Na primeira metade do século XIX, o jovem Nicolau Tolentino, procedente de Salvador e descendente de portugueses, chegou para administrar terras recebidas de seu pai por doação, organizando a fazenda Abaré, local onde posteriormente edificou a capela de Santo Antônio, ao redor da qual foram erguidas outras moradias, formando-se um povoado com a mesma denominação da fazenda.
O povoado de Abaré foi elevado à categoria de distrito, por meio da Lei estadual nº 628, de 30 de dezembro de 1953, sendo subordinado a Chorrochó. Posteriormente, a Lei estadual nº 1730, de 19 de julho de 1962, desmembrou de Chorrochó os distritos de Abaré e Ibó para constituir o novo município de Abaré, o qual foi instalado em 7 de abril de 1963.

## Geografia
O município de Abaré possui um relevo predominantemente plano, com poucas elevações, e é banhado pelo Rio São Francisco, em cujas margens está a sede municipal.
A totalidade do território de Abaré está inserida na área de 5,7 mil km² em que, em 2023, foi encontrado no Brasil, pela primeira vez, o clima árido. A aparição desse tipo climático pela primeira vez em território brasileiro se deve às mudanças climáticas causadas pelo homem.